# Портомойка (приток Пызмаса)
Портомойка — река в России, протекает по территории Павинского и Пыщугского районов Костромской области. Устье реки находится в 5,1 км по правому берегу реки Пызмас. Длина реки составляет 21 км, площадь водосборного бассейна 53,3 км².
Исток реки расположен в болотах западнее деревни Кленовая в 10 км к северо-востоку от Пыщуга. Течёт на юг, в среднем течении пересекает шоссе Р-157 Шарья — Пыщуг — Павино. Рядом с шоссе на реке стоят деревни Песчанка, Горка, Сергеевица, Погорелка.

## Данные водного реестра
По данным государственного водного реестра России относится к Верхневолжскому бассейновому округу, водохозяйственный участок реки — Ветлуга от истока до города Ветлуга, речной подбассейн реки — Волга от впадения Оки до Куйбышевского водохранилища (без бассейна Суры). Речной бассейн реки — (Верхняя) Волга до Куйбышевского водохранилища (без бассейна Оки).
По данным геоинформационной системы водохозяйственного районирования территории РФ, подготовленной Федеральным агентством водных ресурсов:
- Код водного объекта в государственном водном реестре — 08010400112110000041516
- Код по гидрологической изученности (ГИ) — 110004151
- Код бассейна — 08.01.04.001
- Номер тома по ГИ — 10
- Выпуск по ГИ — 0